# Théorème de Glaeser
Ne doit pas être confondu avec le Théorème de composition de Glaeser.
Le théorème de Glaeser, en analyse mathématique, est une caractérisation de la continuité de la dérivée de la racine carrée des fonctions de classe C2. Il a été publié en 1963 par Georges Glaeser, puis simplifié par Jean Dieudonné.
Théorème de Glaeser — Soit {\displaystyle f\ :\ U\rightarrow \mathbb {R} ^{+}} une fonction de classe C2 sur un ouvert U de {\displaystyle \mathbb {R} ^{n}}. Alors {\displaystyle {\sqrt {f}}} est de classe C1 sur U si et seulement si ses dérivées partielles d'ordre 1 et 2 s'annulent aux zéros de {\displaystyle f}.